# NGC 3325
NGC 3325 is een elliptisch sterrenstelsel in het sterrenbeeld Sextant. Het hemelobject werd op 19 maart 1880 ontdekt door de Franse astronoom Édouard Jean-Marie Stephan.

## Synoniemen
- UGC 5795
- MCG 0-27-36
- ZWG 9.93
- NPM1G +00.0308
- PGC 31689